# U.S. Pro Indoor 1984
Lo U.S. Pro Indoor 1984 è stato un torneo di tennis giocato sintetico indoor. È stata la 17ª edizione dello U.S. Pro Indoor, che fa parte del Volvo Grand Prix 1984. Si è giocato al Wachovia Spectrum di Filadelfia in Pennsylvania negli Stati Uniti dal 23 al 29 gennaio 1984.

## Campioni

### Singolare maschile
John McEnroe ha battuto in finale  Ivan Lendl con il punteggio di 6–3, 3–6, 6–3, 7–6

### Doppio maschile
Peter Fleming /  John McEnroe hanno battuto in finale  Henri Leconte /  Yannick Noah con il punteggio di 6–2, 6–3